# 昭德郡
昭德郡，中国唐朝时设置的郡。
唐玄宗天宝五载（746年），分临翼郡置昭德郡。治所在真符县（今四川省茂县维城乡前村）。下辖真符县、昭德县（今四川省黑水县色尔古乡）、鸡川县（今四川省茂县雅都乡）。唐肃宗乾元元年（758年）改为真州。